# Poyang
Poyang är ett härad i Shangraos stad på prefekturnivå i Jiangxi-provinsen i sydöstra Kina.
Åren 1957–2003 var orten känd som Boyang (波阳县) härad.